# Василиј Алексејев
Василиј Иванович Алексејев (рус. Василий Иванович Алексеев; Покрово-Шишкино, 7. јануар 1942 — Минхен, 25. новембар 2011) био је совјетски дизач тегова. Поставио је 80 светских рекорда и 81 совјетска рекорда у дизању тегова и освојио златне олимпијске медаље на играма 1972. и 1976. године.

## Биографија
Са 18 година Алексејев је почео да се бави дизањем тегова у Труд ВСС, који је тренирао његов тренер Рудолф Пљукфелдер до 1968. године, од када је почео да тренира самостално. Није био природно крупно грађен као други супертешкаши, али је био охрабрен да повећа своју телесну масу. У јануару 1970. Алексејев је поставио свој први светски рекорд, а током Светског првенства у дизању тегова у Колумбусу, Охајо, САД. 1970. био је први човек који је извукао 227 kg на такмичењу. Ово је био почетак серије од 80 светских рекорда које је Алексејев поставио између 1970. и 1977. године. Добијао је бонус од совјетске владе сваки пут када би поставио светски рекорд (совјетску атлетику је финансирала држава); тако да је ставио до знања да постепено повећава своје светске рекорде за 1,1 фунту или 0,5 kg. Био је непоражен и одбранио је титуле светског и европског шампиона тих осам година. Био је први човек који је имао више од 600 kg у трострукој дисциплини.
Наступ Алексејева на Олимпијским играма у Москви 1980. био је разочарање. До тада је већ постао самотњак, и вежбао је сам, без тренера. У трзају је поставио своју почетну тежину превисоко и није могао да је подигне, што је за резултат дало нула килограма. Повукао се из дизања тегова након Олимпијских игара у Москви.
Године 1987. Алексејев је изабран да представља Рјазански округ на Конгресу народних посланика Совјетског Савеза. Алексејев је радио као тренер између 1990. и 1992. године. Под његовим вођством, Уједињени тим је освојио десет медаља у дизању тегова на Летњим олимпијским играма 1992. године, укључујући пет златних медаља.
Од 1966. године Алексејев је живео у Шахтију, где је 1971. дипломирао на филијали Новочеркаског политехничког института.
Преминуо је 25. новембра 2011. у Немачкој на клиници где је упућен због озбиљних срчаних проблема.
Имао је 69 година. Руски савез за дизање тегова га је након објаве преминуће назвао совјетском спортском легендом и једним од најјачих људи на свету. Иза њега су остали супруга Олимпијада и синови Сергеј и Дмитриј. Дмитриј се такмичио на националном нивоу у дизању тегова, заузевши четврто место на совјетском првенству у дизању тегова 1988.

## Наслеђе и награде
Владимир Висоцки је посветио своју „Песму о дизачу тегова“ (рус. Песня о штангисте, 1971) Алексејеву.
Алексејев је био представљен на насловној страни Sports Illustrated 14. априла 1975. године под називом „Најјачи човек на свету“. Алексејев је 1999. године у Грчкој проглашен за најбољег спортисту 20. века. Одликован је Орденом Лењина (1972), Орденом пријатељства народа, Орденом знака части (1970) и Орденом Црвеног барјака (1972). Године 1993. изабран је за члана Куће славних Међународне федерације за дизање тегова.
У Шахтију, где је провео већи део свог живота, постоји улица и парк који носи његово име, и постављен је споменик у његову част 2014. г.